# Hyalarcta
Hyalarcta is een geslacht van vlinders van de familie zakjesdragers (Psychidae).

## Soorten
- H. herrichi Westwood, 1854
- H. huebneri (Westwood, 1854)
- H. nigrescens (Doubleday, 1845)
- H. ptiloclada Meyrick & Lower, 1907
- H. tenuis (Rosenstock, 1885)